# Route nationale 629
La route nationale 629 ou RN 629 était une route nationale française reliant Revel à Pezens. À la suite de la réforme de 1972, elle a été déclassée en RD 629.

## Ancien tracé de Revel à Pezens (D 629)
- Revel
- Les Cammazes
- Saissac
- Montolieu
- Moussoulens
- Pezens